# SPACA1
SPACA1 (англ. Sperm acrosome associated 1) – білок, який кодується однойменним геном, розташованим у людей на 6-й хромосомі. Довжина поліпептидного ланцюга білка становить 294 амінокислот, а молекулярна маса — 32 143.
| 10         |  | 20         |  | 30         |  | 40         |  | 50         |
| ---------- |  | ---------- |  | ---------- |  | ---------- |  | ---------- |
| MSPRGTGCSA |  | GLLMTVGWLL |  | LAGLQSARGT |  | NVTAAVQDAG |  | LAHEGEGEEE |
| TENNDSETAE |  | NYAPPETEDV |  | SNRNVVKEVE |  | FGMCTVTCGI |  | GVREVILTNG |
| CPGGESKCVV |  | RVEECRGPTD |  | CGWGKPISES |  | LESVRLACIH |  | TSPLNRFKYM |
| WKLLRQDQQS |  | IILVNDSAIL |  | EVRKESHPLA |  | FECDTLDNNE |  | IVATIKFTVY |
| TSSELQMRRS |  | SLPATDAALI |  | FVLTIGVIIC |  | VFIIFLLIFI |  | IINWAAVKAF |
| WGAKASTPEV |  | QSEQSSVRYK |  | DSTSLDQLPT |  | EMPGEDDALS |  | EWNE       |

A: Аланін

C: Цистеїн

D: Аспарагінова кислота

E: Глутамінова кислота

F: Фенілаланін

G: Гліцин

H: Гістидин

I: Ізолейцин

K: Лізин

L: Лейцин

M: Метіонін

N: Аспарагін

P: Пролін

Q: Глутамін

R: Аргінін

S: Серин

T: Треонін

V: Валін

W: Триптофан

Кодований геном білок за функцією належить до фосфопротеїнів. 
Локалізований у мембрані.